# Magnetospheric Multiscale Mission
Magnitospheric Multiscale Mission (MMS) — миссия НАСА по исследованию магнитосферы Земли с использованием тетраэдрального построения группы спутников. Цель миссии заключается в исследовании магнитного пересоединения, турбулентности магнитосферы, ускорения электронов в магнитном поле.